# Klínový potok
Klínový potok (německy Keilbach) je název horního toku Malého Labe v Krkonoších. 
Přírodní památka Klínový potok poblíž obce Strážné v okrese Trutnov byla evidována pod číslem 658 a spravovala ji Správa KRNAP. Důvodem ochrany je úsek horského potoka Malé Labe s obřími hrnci a skalnatými prahy. Status přírodní památky byl zrušen k 1. březnu 2009 začleněním území pod Krkonošský národní park.